# Tadeusz Ptaszyński
Tadeusz Zygmunt Ptaszyński (ur. 12 kwietnia 1935, zm. 25 maja 2011) – magister inżynier, konstruktor i racjonalizator sieci trakcyjnej.

## Życiorys
Urodził się 12 kwietnia 1935 r. w Zgierzu. Wykształcenie wyższe techniczne uzyskał na Politechnice Łódzkiej. Był wieloletnim pracownikiem Fabryki Transformatorów i Aparatury Trakcyjnej „ELTA” (obecnie grupa ABB) do 1996 r., na stanowisku kierownika inżyniera konstruktora. W latach 1996–2000 T. Ptaszyński pracował w Zakładzie Aparatury Elektrycznej (ZAE) „Woltan” w Łodzi. Był twórcą wielu patentów, wynalazków i projektów racjonalizatorskich dla trakcji elektrycznej.
Zmarł w Łodzi 25 maja 2011 r. Został pochowany 30 maja 2011 r. na Cmentarzu Rzymskokatolickim pw. św. Józefa i św. Wawrzyńca, przy ul. Piotra Skargi w Zgierzu.

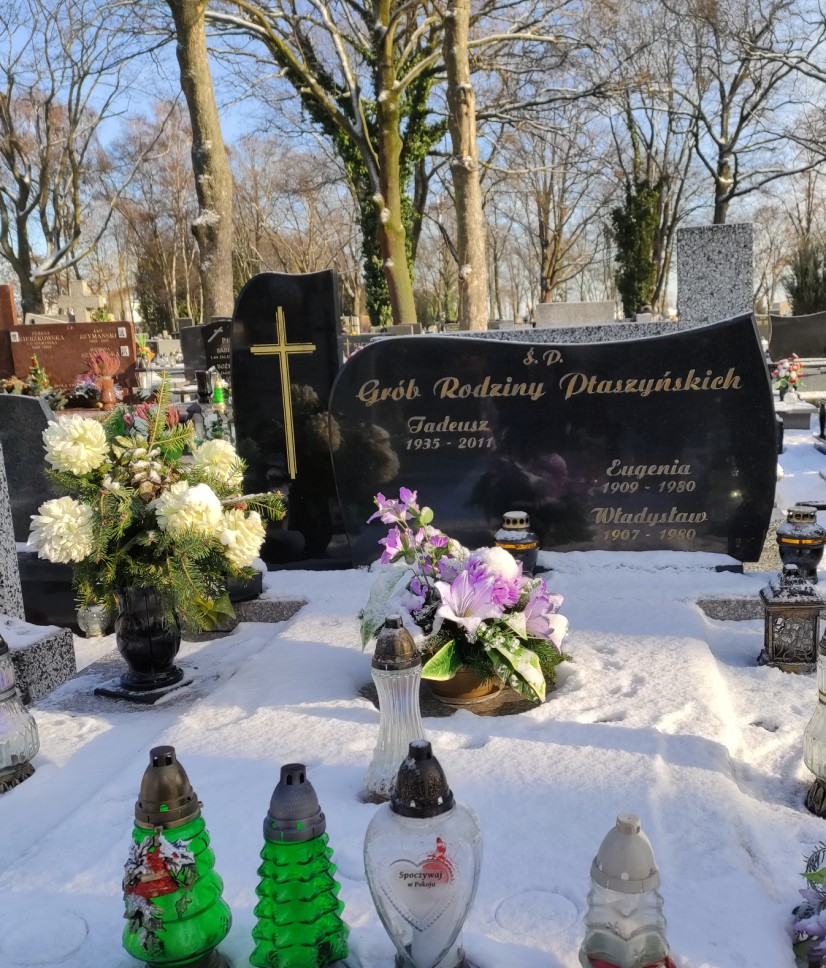
fot. Beata Gradowska

## Patenty oraz projekty racjonalizatorskie
- 1975 r. – tranzystorowy przekaźnik czasowy (Wiadomości Urzędu Patentowego nr 12/1977)[5]
- 1978 r. – z Apolinarym Borem, Andrzejem Michalskim, Wojciechem Berkanem – Układ zabezpieczający tyrystorowy falownika przed skutkami zwarć i przeciążeń (Wiadomości Urzędu Patentowego nr 1/1983)[6]
- 1979 r. – Układ zabezpieczenia zasilacza napięcia stabilizowanego prądu stałego (Wiadomości Urzędu Patentowego nr 6/1983)[7]
- 1980 r. – z Apolinarym Borem – Elektroniczny przekaźnik czasowy o opóźnionym zadziałaniu, zwłaszcza dla trakcji (Wiadomości Urzędu Patentowego nr 3/1985)[8] Fabryka Transformatorów i Aparatury Trakcyjnej „ELTA" im. Bojowników PPR, Łódź, Polska (Tadeusz! Ptaszyński, Apolinary Bor. (Biuletyn Urzędu Patentowego 19 (203), 1981, s. 66–67)[9]
- 1980 r. – z Apolinarym Borem – Elektroniczny przekaźnik czasowy o natychmiastowym zadziałaniu zwłaszcza dla trakcji (Wiadomości Urzędu Patentowego nr 12/1983)[10]
- 1981 r. – z Apolinarym Borem – Sposób kalibracji nastaw temperatury w elektronicznych termostatach wagonowych z czujnikiem termistorowym oraz układ termostatu do stosowania tego sposobu (Wiadomości Urzędu Patentowego nr 2/1986)[11]
- 1983 r. – z Apolinarym Borem – Układ do realizacji histerezy temperaturowej do termostatów elektronicznych z termistorowymi czynnikami temperatury (Wiadomości Urzędu Patentowego nr 3/1985)[8]
- 1986 r. – z Apolinarym Borem, Zdzisławem Sikorą – Sposób kalibracji nastawy temperatury w termostacie z czujnikiem termistorowym (Wiadomości Urzędu Patentowego nr 1/1990)[12]
- 1991 r. – z Apolinarym Borem - Impulsowy subtraktor częstotliwości (Wiadomości Urzędu Patentowego nr 11/1991)[13]
- 1991 r. – z Apolinarym Borem – układ do jednoczesnego testowania indukcji czujników prędkości i współpracujących z nimi detektorów poślizgu zestawów kołowych (Wiadomości Urzędu Patentowego nr 12/1991)[13]
- 1995 r. – reluktacyjny czujnik prędkości obrotowej CPO (czasopismo TTS – Technika Transportu Szynowego)[14]
- 1996 r. – nowe urządzenia i sterowania do elektrycznych zespołów trakcyjnych z ZAE Woltan 1996/05/024 (czasopismo TTS – Technika Transportu Szynowego)[15]
- 1997 r. – ochrona przeciw poślizgowa w pojazdach szynowych 1997/01/032 (czasopismo TTS – Technika Transportu Szynowego)[16]
- 1997 r. – elektroniczny przekaźnik samoczynnego rozruchu PSR-57 1997/04/035 (czasopismo TTS – Technika Transportu Szynowego)[17]